# ماكينوهارا (شيزوكا)
مدينة ماكينوهارا (بالإنجليزية: Makinohara)‏ هي أحد المدن التابعة لمحافظة شيزوكا. تأسست رسميًا في 11/10/2005. ويقدر عدد سكانها بـ 49726 نسمة حسب تقدير مكتب الإحصاء الياباني لعام 2012. تبلغ مساحة ماكينوهارا 111.5 كم2. بكثافة سكانية تبلغ 446 نسمة/كم2.